# Rumunská mužská volejbalová reprezentace
Rumunská volejbalová reprezentace mužů reprezentuje Rumunsko na mezinárodních volejbalových akcích, jako je mistrovství světa nebo mistrovství Evropy.

## Mistrovství světa
| Rok/pořádající země       | Účast                           |
| ------------------------- | ------------------------------- |
| MS 1949 ČSR               | 5. místo                        |
| MS 1952 Sovětský svaz     | Bez účasti                      |
| MS 1956 Francie           | Stříbrná medaile                |
| MS 1960 Brazílie          | Bronzová medaile                |
| MS 1962 Sovětský svaz     | Bronzová medaile                |
| MS 1966 ČSSR              | Stříbrná medaile                |
| MS 1970 Bulharsko         | 7. místo                        |
| MS 1974 Mexiko            | 6. místo                        |
| MS 1978 Itálie            | 13. místo                       |
| MS 1982 Argentina         | Bez účasti                      |
| MS 1986 Francie           | Bez účasti                      |
| MS 1990 Brazílie          | Bez účasti                      |
| MS 1994 Řecko             | Bez účasti                      |
| MS 1998 Japonsko          | Bez účasti                      |
| MS 2002 Argentina         | Bez účasti                      |
| MS 2006 Japonsko          | Bez účasti                      |
| MS 2010 Itálie            | Bez účasti                      |
| MS 2014 Polsko            | Bez účasti                      |
| MS 2018 Itálie, Bulharsko | Bez účasti                      |
| MS 2022 Rusko             | Bez účasti                      |
| Celkem                    | Účast – 8× · – 0× · – 2× · – 2× |

## Mistrovství Evropy
| Rok/pořádající země                                  | Účast              |
| ---------------------------------------------------- | ------------------ |
| ME 1948 Itálie                                       | Bez účasti         |
| ME 1950 Bulharsko                                    | 5. místo           |
| ME 1951 Francie                                      | 4. místo           |
| ME 1955 Rumunsko                                     | Stříbrná medaile   |
| ME 1958 ČSR                                          | Stříbrná medaile   |
| ME 1963 Rumunsko                                     | Zlatá medaile      |
| ME 1967 Turecko                                      | 5. místo           |
| ME 1971 Itálie                                       | Bronzová medaile   |
| ME 1975 Jugoslávie                                   | 4. místo           |
| ME 1977 Finsko                                       | Bronzová medaile   |
| ME 1979 Francie                                      | 7. místo           |
| ME 1981 Bulharsko                                    | 5. místo           |
| ME 1983 NDR                                          | 8. místo           |
| ME 1985 Nizozemsko                                   | 8. místo           |
| ME 1987 Belgie                                       | 10. místo          |
| ME 1989 Švédsko                                      | 12. místo          |
| ME 1991 Německo                                      | Bez účasti         |
| ME 1993 Finsko                                       | Bez účasti         |
| ME 1995 Řecko                                        | 9. místo           |
| ME 1997 Nizozemsko                                   | Bez účasti         |
| ME 1999 Rakousko                                     | Bez účasti         |
| ME 2001 Česko                                        | Bez účasti         |
| ME 2003 Německo                                      | Bez účasti         |
| ME 2005 Srbsko a Černá Hora                          | Bez účasti         |
| ME 2007 Rusko                                        | Bez účasti         |
| ME 2009 Turecko                                      | Bez účasti         |
| ME 2011 Rakousko, Česko                              | Bez účasti         |
| ME 2013 Polsko, Dánsko                               | Bez účasti         |
| ME 2015 Bulharsko, Itálie                            | Bez účasti         |
| ME 2017 Polsko                                       | Bez účasti         |
| ME 2019 Belgie, Francie, Nizozemsko, Slovinsko       | 21. místo          |
| ME 2021 Polsko, Česko, Estonsko, Finsko              | Bez účasti         |
| ME 2023 Itálie, Bulharsko, Severní Makedonie, Izrael | 7. místo           |
| Celkem                                               | – 1× · – 2× · – 2× |

## Olympijské hry
| Rok/pořádající země     | Účast                           |
| ----------------------- | ------------------------------- |
| LOH 1964 Tokio          | 4. místo                        |
| LOH 1968 Mexico City    | Bez účasti                      |
| LOH 1972 Mnichov        | 5. místo                        |
| LOH 1976 Montreal       | Bez účasti                      |
| LOH 1980 Moskva         | Bronzová medaile                |
| LOH 1984 Los Angeles    | Bez účasti                      |
| LOH 1988 Soul           | Bez účasti                      |
| LOH 1992 Barcelona      | Bez účasti                      |
| LOH 1996 Atlanta        | Bez účasti                      |
| LOH 2000 Sydney         | Bez účasti                      |
| LOH 2004 Athény         | Bez účasti                      |
| LOH 2008 Peking         | Bez účasti                      |
| LOH 2012 Londýn         | Bez účasti                      |
| LOH 2016 Rio de Janeiro | Bez účasti                      |
| LOH 2020 Tokio          | Bez účasti                      |
| Celkem                  | Účast – 3× · – 0× · – 0× · – 1× |